# Museo de Paleontología de la Facultad de Ciencias (UNAM)
El Museo de Paleontología está dedicado a recabar colecciones y realizar actividades de investigación, docencia y divulgación de la ciencia y la paleontología en México, como exposiciones y talleres.  Se encuentra en la Facultad de Ciencias de la Universidad Nacional Autónoma de México, la colección de dicho museo también forma parte del Museo de Geología.
Este museo se encuentra registrado como patrimonio natural en el Directorio Latinoamericano de Recursos Patrimoniales. Alberga la Colección Nacional de Paleontología, Museo María del Carmen Perrilliat M. la única colección científica en México con más de 10 mil ejemplares fósiles identificada como Patrimonio Paleontológico de México e inscrita en el Sistema Único de Registro Público de Monumentos y Zonas Arqueológicos e Históricos.
El Museo de Paleontología de la Facultad de Ciencias de la UNAM no está abierta al público debido a que sólo se encarga de brindar mantenimiento a la colección, realiza préstamos como material didáctico para los estudiates de carreras afines a la paleontología, además de aceptar donaciones, sus piezas son exhibidos en otros museos.

## Historia
Si bien desde su inicio, el instituto contaba con un conjunto de fósiles, en opinión de los investigadores internacionales no contaba con características metodológicas para que se considerara una colección científica. Se considera que su consolidación formal se dio entre 1978 y 1986. Durante este periodo María del Carmen Perrilliat Montoya investigó sobre la administración adecuada de las colecciones paleontológicas del Museo de Geología; señaló que las colecciones paleontológicas no solo tienen la responsabilidad de albergar y almacenar el registro fósil sino también de brindar el cuidado y las buenas condiciones de uso de estos materiales para fines de investigación científica y entretenimiento. También, se refirió al marco jurídico que protege a las colecciones paleontológicas en México en la Constitución Política Mexicana, en los artículos de 27 y 73, y también por la Ley General de Bienes Nacionales y la Ley Federal sobre Monumentos y Zonas Arqueológicos, Artísticos e Históricos, donde se establece como prioridad de la Nación a los recursos naturales; y se otorga al Congreso de la Unión la facultad para legislar sobre el registro fósil.
Actualmente, esta colección pública pertenece al Estado mexicano, durante mucho tiempo fue la única colección de este tipo en el país. Entre los temas de la exhibición del museo están las ramas paleontológica, botánica, biológica, evolutiva, geológica histórica y de campo.

## Colección Nacional de Paleontología

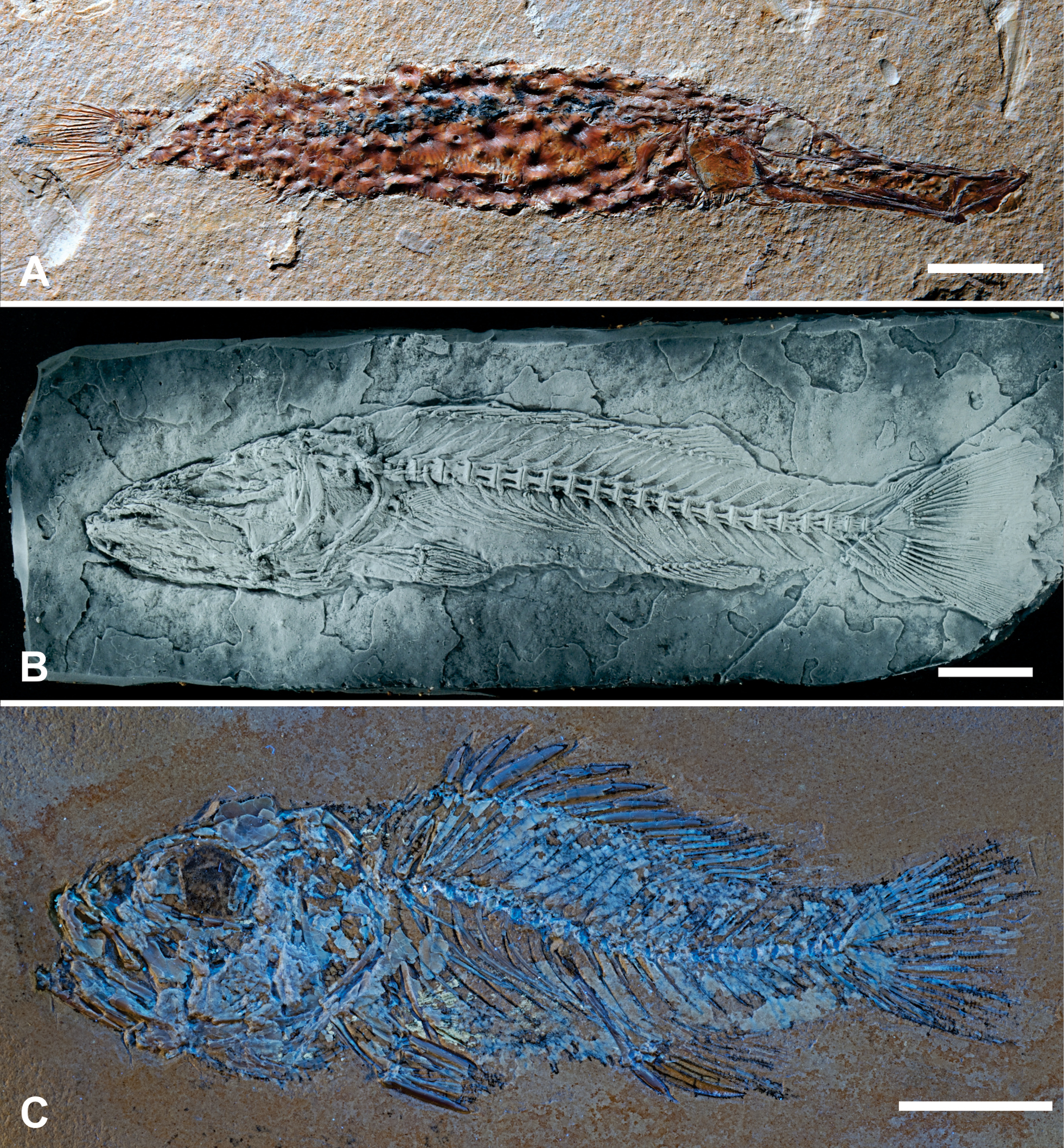
Peces fósiles hallados en afloramientos marinos de Chiapas albergados en la Colección Nacional de Paleontología, UNAM.

En 2004, el Rector de la Universidad, reconoció la colección con el nombre Colección Nacional de Paleontología, Museo María del Carmen Perrilliat M. Actualmente, es una colección pública del Estado mexicano incorporada a la UNAM que, durante mucho tiempo, fue la única en el país. Aunque existen otras colecciones paleontológicas; la del Museo María del Carmen Perrilliat M. es la colección paleontológica más importante de México por la relevancia de sus ejemplares, curaduría y servicio a la comunidad científica.

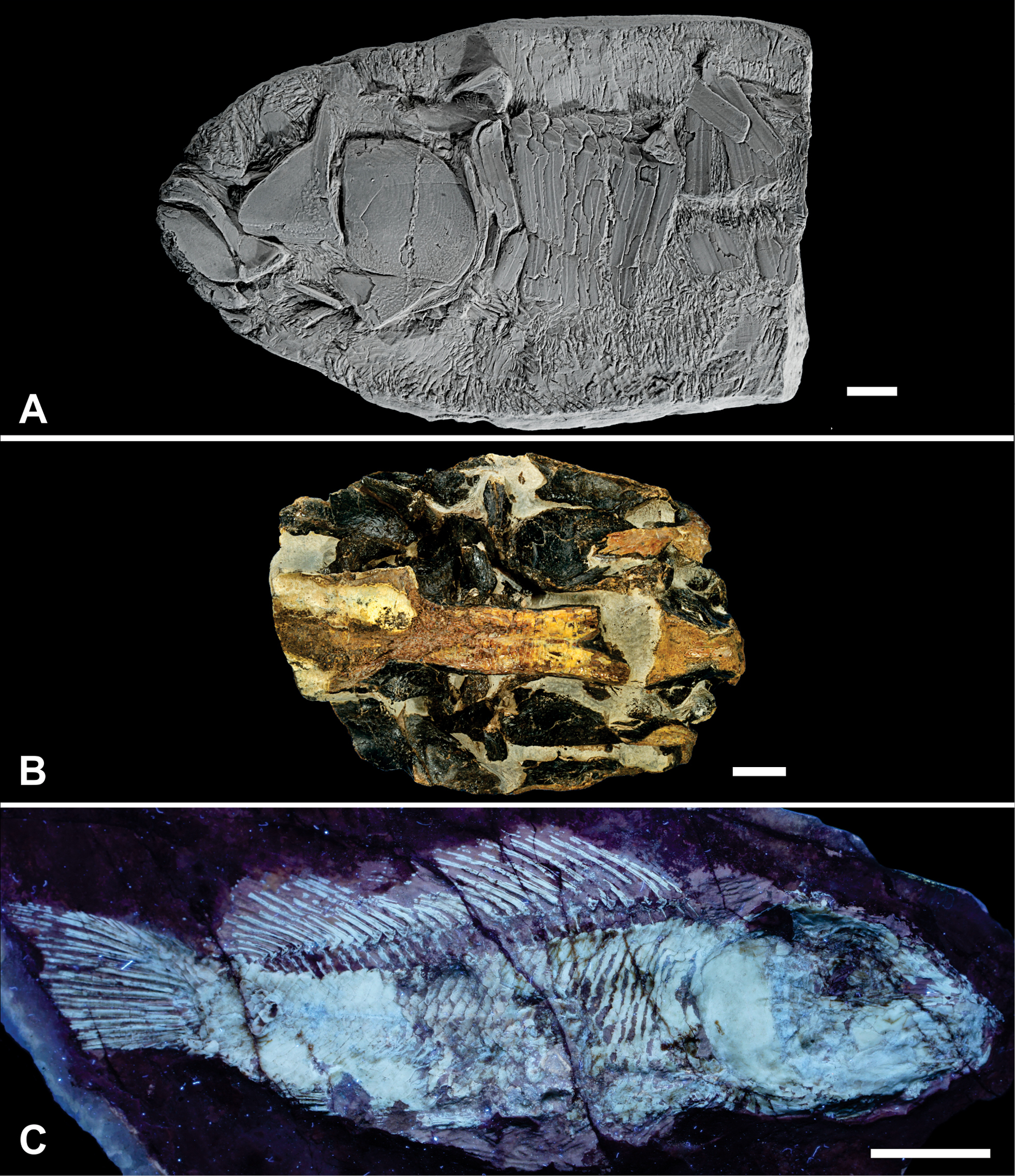
Algunas especies albergadas en la colección tipo del CNP-UNAM

Es una de las colecciones más grandes en América Latina reconocida por instituciones nacionales y extranjeras, actualmente forma parte de la Natural Science Collections Alliance debido a la relevancia de sus ejemplares, curaduría y servicio a la comunidad científica. Su colección de fósiles mexicanos es catalogada como la más valiosa en cuanto a número de ejemplares y diversidad de taxa recolectados a lo largo de más de un siglo.
Esta colección se identifica como Patrimonio Paleontológico de México y fue inscrita en el Sistema Único de Registro Público de Monumentos y Zonas Arqueológicos e Históricos. Tiene cinco secciones: referencia geográfica, materiales extraños, materiales recientes, moldes y la colección de tipos. La colección tipo incluye especímenes pertenecientes a series tipo; y especímenes testigo, que se registran en esta colección como hipotipos. Esta sección comprende alrededor de 10.000 especímenes de microfósiles, plantas, invertebrados y vertebrados, que van desde finales del Precámbrico hasta el período cuaternario del Cenozoico.
Hasta el 2019, albergaba un total de 385 registros clasificados en 107 especies: 19 Crinoidea, 1 Asteroidea, 1 Ophiuroidea, 84 Echinoidea y 2 Holothuroidea; se realizaron 27 cambios en su taxonomía. Los registros de equinodermos provienen de 69 localidades, 52 asignadas a 31 formaciones individuales en todo México y 17 pendientes por asignar. El Cretácico es el período mejor representado con 14 formaciones y 6 localidades. San Juan Raya, Puebla es la formación más diversa con 12 especies de Echinoidea; la formación Tlayúa, Puebla es la única con especies fósiles de ofiuroideos y holoturoides reportadas en México y su calidad de conservación es excelente.